# Thaleichthys pacificus
Thaleichthys pacificus o eulachon és una espècie de petit peix migrador que es troba prop del litoral de l'oceà Pacífic d'Amèrica del Nord des del nord de Califòrnia a Alaska.

## Etimologia
El nom d'eulachon prové de l'idioma amerindi Chinookà.

## Descripció
Els eulachons es distingeixen per tenir unes dents canines grosses i les 18 a 23 ratlles de l'aleta anal. Com els salmons i les truites de riu tenen una aleta adiposa. La coloració els adults és de marró a blava però platejada als costats. Els adults poden arribar a un màxim de 30 cm de llargada Al mar s'alimenten de plàncton.
Els eulachon, són peixos anadroms, que d'adults estan als oceans però tornen als rius per aparellar-se i morir.

## Economia i comerç
Per als pobles amerindis de la Costa del Pacífic els eulachons formen una part important de la seva dieta i també hi comercien. Actualment els eulachons es congelen i es descongelen quan es consumeixen, també s'assequen, es fumegen o enllaunen. El seu oli es processa.